# 水车镇 (梅州市)
水车镇是中国广东省梅州市梅县区下辖的一个镇，位于梅县区南部，距离梅城30公里，总面积123平方公里，拥有山地15.8万亩，辖18个行政村和1个居民委员会，常住居民人口约为2.2万人，其中侨眷占55%，是梅县区著名的侨乡和革命老区之一。
梅南镇有工艺企业7家，编织、养殖等多个专业村，是梅县区的重要工艺专业镇。2003年全镇工农业总产值3.7亿元。

## 行政区划
下辖以下地区：
圩镇社区、石岭村、坑尾村、小桑村、新湖村、双湖村、淮洞村、寨下村、水车村、安美村、安和村、白沙村、鹅峰村、小立村、灯塔村、先锋村、泮坑村、水声村和梧塘村。

## 中国传统村落
2012年，茶山村被评为首批“中国传统村落”。